# Thinopteryx citrina
Thinopteryx citrina är en fjärilsart som beskrevs av W. Warren 1894. Thinopteryx citrina ingår i släktet Thinopteryx och familjen mätare. Inga underarter finns listade i Catalogue of Life.